# 2009-es svéd túraautó-bajnokság
A 2009-es svéd túraautó-bajnokság volt a sorozat 14. kiírása. A szezon május 2-án vette kezdetét és szeptember 26-án ért véget. A bajnok a norvég Tommy Rustad lett két svéd, Thed Björk és Robin Rudholm előtt.

## Fontosabb szabályváltozások 2009-ben
Az alábbi változások lesznek 2009-ben.
Versenyek lebonyolítása:
Minden versenyhétvégén két futamot rendeznek maximum 20 perces hosszúsággal.
A versenyek alatt tilos a boxkiállás.
Az első verseny rajtrácsát az időmérő edzés eredménye határozza meg.
A második verseny rajtrácsát az első futam eredménye határozza meg annyi különbséggel, hogy a legjobb nyolc pilóta fordított sorrendben áll fel a rajtrácsra.
Az időmérő edzésen húsz perc után az első nyolc pilóta még tíz percig próbálhat javítani a rajtpozícióján, a többiek rajtpozíciója ekkor véglegesedik.
Mindkét verseny gördülőrajttal indul.
Egyéb változások:
A Michelin helyett ezentúl a Yokohama szállítja a gumiabroncsokat.
A versenyhétvégén legtöbb pontot gyűjtő csapatot 100.000 svédkoronával díjazzák.
A Gyártók bajnokságát ettől az évtől már nem írják ki.

## Csapatok és versenyzők
| Csapat                                      | Autó                     | No. | Pilóta               |   | Versenyek       |
| ------------------------------------------- | ------------------------ | --- | -------------------- | - | --------------- |
| WestCoast Racing                            | BMW 320si E90            | 1   | Richard Göransson    | D | Összes          |
| WestCoast Racing                            | BMW 320si E90            | 4   | Robin Rudholm        | D | Összes          |
| Biogas.se                                   | Volkswagen Scirocco      | 2   | Fredrik Ekblom       | D | Összes          |
| Biogas.se                                   | Volkswagen Scirocco      | 11  | Patrik Olsson        | D | Összes          |
| Flash Engineering                           | BMW 320si E90            | 3   | Thed Björk           | D | Összes          |
| Flash Engineering                           | BMW 320si E90            | 6   | Jan Nilsson          | D | Összes          |
| Flash Engineering                           | BMW 320si E90            | 92  | Tobias Tegelby       | S | 17–18           |
| Polestar Racing                             | Volvo C30                | 5   | Robert Dahlgren      | D | Összes          |
| Polestar Racing                             | Volvo C30                | 10  | Tommy Rustad         | D | Összes          |
| Chevrolet Motorsport Sweden Nordic Fine Art | Chevrolet Lacetti        |     |                      |   |                 |
| Chevrolet Motorsport Sweden Nordic Fine Art | Chevrolet Lacetti        | 7   | Thomas Schie         | D | 1–6             |
| Chevrolet Motorsport Sweden Nordic Fine Art | Chevrolet Lacetti        | 12  | Pontus Mörth         | D | 7–18            |
| Chevrolet Motorsport Sweden Nordic Fine Art | SEAT León                | 9   | Roger Eriksson       | D | Összes          |
| Engström Motorsport                         | Honda Accord             | 8   | Tomas Engström       | D | Összes          |
| MA:GP IPS Motorsport                        | Alfa Romeo 156           | 20  | Mattias Andersson    | D | Összes          |
| MA:GP IPS Motorsport                        | Peugeot 308              | 21  | Johan Stureson       | D | Összes          |
| Team CaWalli                                | BMW 320i E46             | 88  | Viktor Hallrup       | S | Összes          |
| Team CaWalli                                | BMW 320i E46             | 93  | Dick Sahlén          | S | Összes          |
| Team MECA                                   | Alfa Romeo 156 GTA       | 89  | Claes Hoffsten       | S | Összes          |
| MJT Racing                                  | BMW 320si E90            | 90  | Mikko Tiainen        | S | Egyik sem*      |
| G-Rex Sweden                                | Mercedes C200            | 91  | Tony Johansson       | S | 1–6,9–12        |
| TBA                                         | TBA                      | 92  | Petter Granlund      | S | Egyik sem*      |
| Micke Ohlsson Motorsport                    | Peugeot 407/BMW 320i E46 | 94  | Mikael Ohlsson       | S | 1–10,15–16      |
| Kristoffersson Motorsport                   | Audi A4                  | 95  | Andreas Simonsen     | S | 5–6,9–10        |
| Kristoffersson Motorsport                   | Audi A4                  | 98  | Johan Kristoffersson | S | Összes          |
| Huggare Racing                              | Opel Astra               | 96  | Viktor Huggare       | S | Összes          |
| BMW Event                                   | BMW 320i E46             | 97  | Joakim Ahlberg       | S | Egyik sem*      |
| Mälarpower Motorsport                       | Volvo S60                | 99  | Ronnie Brandt        | S | 5–8,11–14,17–18 |

|   | Bajnokság  |
| - | ---------- |
| D | Pilóta     |
| S | Semcon Cup |

* Mikko Tiainen, Petter Granlund és Joakim Ahlberg rajta voltak a hivatalos nevezési listán, de mégsem vettek részt a szezonban.

## Versenynaptár
| Verseny | Pálya                  | Dátum          |
| ------- | ---------------------- | -------------- |
| 1 & 2   | Mantorp Park           | Május 2.       |
| 3 & 4   | Karlskoga Motorstadion | Május 23.      |
| 5 & 6   | Göteborg City Race     | Június 6.      |
| 7 & 8   | Ring Knutstorp         | Június 27.     |
| 9 & 10  | Falkenbergs Motorbana  | Július 11.     |
| 11 & 12 | Karlskoga Motorstadion | Augusztus 15.  |
| 13 & 14 | Vålerbanen             | Augusztus 29.  |
| 15 & 16 | Ring Knutstorp         | Szeptember 12. |
| 17 & 18 | Mantorp Park           | Szeptember 26. |

## Versenyek és bajnokság állása

### Versenyek
| Hétvége | Pálya                  | Pole pozíció    | Leggyorsabb kör | Győztes versenyző | Győztes csapat      | Legtöbb pontot gyűjtő csapat | Győztes privátversenyző |
| ------- | ---------------------- | --------------- | --------------- | ----------------- | ------------------- | ---------------------------- | ----------------------- |
| 1       | Mantorp Park           | Robert Dahlgren | Robert Dahlgren | Robert Dahlgren   | Polestar Racing     | Flash Engineering            | Johan Kristoffersson    |
| 2       | Mantorp Park           | Thomas Schie    | Thed Björk      | Richard Göransson | WestCoast Racing    | Flash Engineering            | Johan Kristoffersson    |
| 3       | Karlskoga Motorstadion | Robin Rudholm*  | Robin Rudholm   | Robin Rudholm     | WestCoast Racing    | WestCoast Racing             | Johan Kristoffersson    |
| 4       | Karlskoga Motorstadion | Roger Eriksson  | Robin Rudholm   | Robin Rudholm     | WestCoast Racing    | WestCoast Racing             | Viktor Hallrup          |
| 5       | Göteborg City Race     | Tommy Rustad*   | Robert Dahlgren | Tommy Rustad      | Polestar Racing     | MA:GP/IPS                    | Andreas Simonsen        |
| 6       | Göteborg City Race     | Fredrik Ekblom  | Robert Dahlgren | Tomas Engström    | Engström Motorsport | MA:GP/IPS                    | Viktor Hallrup          |
| 7       | Ring Knutstorp         | Robert Dahlgren | Robin Rudholm   | Robert Dahlgren   | Polestar Racing     | WestCoast Racing             | Dick Sahlén             |
| 8       | Ring Knutstorp         | Roger Eriksson  | Robin Rudholm   | Jan Nilsson       | Flash Engineering   | WestCoast Racing             | Dick Sahlén             |
| 9       | Falkenbergs Motorbana  | Tommy Rustad    | Tommy Rustad    | Tommy Rustad      | Polestar Racing     | WestCoast Racing             | Johan Kristoffersson    |
| 10      | Falkenbergs Motorbana  | Tomas Engström  | Thed Björk      | Richard Göransson | WestCoast Racing    | WestCoast Racing             | Andreas Simonsen        |
| 11      | Karlskoga Motorstadion | Robert Dahlgren | Jan Nilsson     | Jan Nilsson       | Flash Engineering   | WestCoast Racing             | Tony Johansson          |
| 12      | Karlskoga Motorstadion | Patrik Olsson   | Robert Dahlgren | Robert Dahlgren   | Polestar Racing     | WestCoast Racing             | Dick Sahlén             |
| 13      | Vålerbanen             | Robert Dahlgren | Tommy Rustad    | Tommy Rustad      | Polestar Racing     | Polestar Racing              | Viktor Hallrup          |
| 14      | Vålerbanen             | Pontus Mörth    | Thed Björk      | Tommy Rustad      | Polestar Racing     | Polestar Racing              | Dick Sahlén             |
| 15      | Ring Knutstorp         | Robert Dahlgren | Robert Dahlgren | Richard Göransson | WestCoast Racing    | MA:GP/IPS                    | Viktor Hallrup          |
| 16      | Ring Knutstorp         | Patrik Olsson   | Thed Björk      | Johan Stureson    | IPS Motorsport      | MA:GP/IPS                    | Mikael Ohlsson          |
| 17      | Mantorp Park           | Robin Rudholm♯  | Robert Dahlgren | Tommy Rustad      | Polestar Racing     | Polestar Racing              | Johan Kristoffersson    |
| 18      | Mantorp Park           | Tomas Engström  | Robert Dahlgren | Robert Dahlgren   | Polestar Racing     | Polestar Racing              | Johan Kristoffersson    |

* Robert Dahlgren szerezte meg a pole pozíciót, de motorcsere miatt tíz hellyel hátrébb sorolták a rajtrácson.
♯ Robin Rudholm szerezte meg a pole pozíciót, de motorcsere miatt tíz hellyel hátrébb sorolták a rajtrácson, kétszer kapott sárgalapot szabálytalan vezetés miatt.

### Versenyzők
| Helyezés | Pilóta               | MAN | MAN | KAR | KAR | GÖT | GÖT | KNU | KNU | FAL | FAL | KAR | KAR | VÅL | VÅL | KNU | KNU | MAN | MAN | Pontok |
| -------- | -------------------- | --- | --- | --- | --- | --- | --- | --- | --- | --- | --- | --- | --- | --- | --- | --- | --- | --- | --- | ------ |
| 1        | Tommy Rustad         | 2   | 4   | 5   | 8   | 1   | 6   | 6   | 6   | 1   | 2   | Ki  | Ni  | 1   | 1   | 4   | 14* | 1   | 5   | 94     |
| 2        | Thed Björk           | 4   | 2   | 4   | 3   | 2   | 4   | 3   | Ki  | 2   | 3   | 4   | 4   | 2   | 3   | 2   | 11  | 4   | Ki  | 94     |
| 3        | Robin Rudholm        | Ki  | 11  | 1   | 1   | 10  | 9   | 2   | 2   | 7   | 5   | 3   | 3   | 6   | 2   | 5   | 9   | 2   | 6   | 80     |
| 4        | Richard Göransson    | 3   | 1   | 11  | 5   | 9   | 7   | 4   | 5   | 3   | 1   | 2   | 5   | 9   | 9   | 1   | Ki  | 3   | Ki  | 75     |
| 5        | Mattias Andersson    | 6   | 5   | Ki  | 10  | 3   | 5   | 7   | 4   | Ki  | 7   | 5   | 2   | 5   | Ki  | 9   | 6   | 6   | 2   | 56     |
| 6        | Jan Nilsson          | 5   | 3   | 3   | 7   | 11  | 16  | 5   | 1   | 6   | 12  | 1   | 8   | Ki  | 7   | 3   | Ki  | 9   | Ki  | 54     |
| 7        | Robert Dahlgren      | 1   | Ki  | 6   | 16  | 17  | 8   | 1   | 3   | Ki  | Ni  | 6   | 1   | Ki  | 4   | Ki  | 15♯ | 5   | 1   | 52     |
| 8        | Tomas Engström       | Ki  | 10  | 2   | 6   | 7   | 1   | 9   | 11  | 8   | 4   | 7   | 14  | 3   | Ki  | 12  | 3   | 8   | 3   | 50     |
| 9        | Johan Stureson       | 7   | 8   | 7   | 2   | 6   | 2   | Ki  | Ki  | 4   | 19  | Ki  | Ni  | 7   | 5   | 6   | 1   | Ki  | Ki  | 48     |
| 10       | Roger Eriksson       | 9   | 6   | 8   | 4   | 4   | 3   | 8   | 7   | 5   | 13  | Ki  | Ki  | 4   | 11  | 13  | 4   | Ki  | 7   | 39     |
| 11       | Pontus Mörth         |     |     |     |     |     |     | Ki  | 9   | 12  | 6   | 9   | 7   | 8   | 8   | 11  | 8   | 7   | 4   | 15     |
| 12       | Patrik Olsson        | 14  | 15  | 16  | 12  | 15  | 11  | 10  | 8   | 13  | 9   | 8   | 6   | 10  | 13  | 8   | 2   | 11  | 9   | 14     |
| 13       | Fredrik Ekblom       | 11  | 9   | 10  | 9   | 8   | 10  | Ki  | 10  | 9   | 17  | Ki  | Ki  | Ni  | 6   | 14  | 5   | 10  | 8   | 9      |
| 14       | Thomas Schie         | 8   | 7   | 9   | Ki  | 5   | Ni  |     |     |     |     |     |     |     |     |     |     |     |     | 7      |
| 15       | Mikael Ohlsson       | 15  | 16  | 18  | Ni  | Ki  | Ki  | 16  | 14  | 15  | 14  |     |     |     |     | 10  | 7   |     |     | 2      |
| 16       | Viktor Hallrup       | 12  | 13  | 14  | 11  | 13  | 12  | 12  | 13  | 14  | 11  | 13  | 10  | 11  | 12  | 7   | Ki  | 13  | 11  | 2      |
| 17       | Andreas Simonsen     |     |     |     |     | 12  | 14  |     |     | 11  | 8   |     |     |     |     |     |     |     |     | 1      |
| 18       | Johan Kristoffersson | 10  | 12  | 12  | 13  | Ki  | Ni  | 14  | 15  | 10  | 10  | 11  | 11  | Ki  | 16  | Ki  | 10  | 12  | 10  | 0      |
| 19       | Tobias Tegelby       |     |     |     |     |     |     |     |     |     |     |     |     |     |     |     |     | 15  | 12  | 0      |
| 20       | Dick Sahlén          | 16  | 17  | 13  | 17  | 14  | 13  | 11  | 12  | 17  | 15  | Ki  | 9   | 12  | 9   | Ki  | 12  | 14  | 13  | 0      |
| 21       | Viktor Huggare       | 13  | 14  | 15  | 15  | 16  | 15  | 13  | Ki  | 16  | 16  | 15  | 12  | 13  | 10  | 15  | 13  | Ki  | 14  | 0      |
| 22       | Claes Hoffsten       | Ki  | Ni  | 17  | 14  | Ki  | Ni  | 15  | 16  | 18  | 18  | 12  | 13  | 14  | 14  | Ki  | Ni  | Ni  | Ni  | 0      |
| 23       | Ronnie Brandt        |     |     |     |     | Ni  | Ni  | Ni  | Ni  |     |     | 14  | Ki  | 15  | 15  |     |     | Ni  | Ni  | 0      |
| 24       | Tony Johansson       | Ni  | Ni  | Ni  | Ni  | Ki  | Ki  |     |     | 19  | Ki  | 10  | Ki  |     |     |     |     |     |     | 0      |

| Szín   | Eredmény                                      |
| ------ | --------------------------------------------- |
| Arany  | Győztes                                       |
| Ezüst  | 2. helyezett                                  |
| Bronz  | 3. helyezett                                  |
| Zöld   | Pontot szerzett                               |
| Kék    | Pont nélkül vagy helyezetlenül ért célba (Hn) |
| Lila   | Nem ért célba (Ki)                            |
| Piros  | Nem kvalifikálta magát (Nk)                   |
| Fekete | Diszkvalifikálták (Kiz)                       |
| Fehér  | Nem indult (Ni)                               |
| Fehér  | Visszavonult (WD)                             |
| Fehér  | Verseny törölve (C)                           |
| Üres   | Nem vett részt                                |
| Üres   | Kizárt (EX)                                   |

* Tommy Rustad 30 másodperces büntetést kapott rajtbaleset okozása miatt, emiatt a hetedikről a tizennegyedik helyre esett vissza.
♯ Robert Dahlgren 10 pont levonást kapott, mert szándékosan ütközött Thed Björk-el. A csapatától nem vonták le a 10 pontot.

### Csapat bajnokság
| Helyezés | Csapat              | Pontok | Pénzjutalom, SEK (Svéd korona) |
| -------- | ------------------- | ------ | ------------------------------ |
| 1        | Polestar Racing     | 156    | 300.000 SEK                    |
| 2        | West Coast Racing   | 155    | 400.000 SEK                    |
| 3        | Flash Engineering   | 148    | 100.000 SEK                    |
| 4        | MA:GP / IPS         | 104    | 200.000 SEK                    |
| 5        | CMS / NFA           | 60     |                                |
| 6        | Engström Motorsport | 50     |                                |
| 7        | Biogas.se           | 23     |                                |

### Semcon Cup
| Helyezés | Pilóta               | MAN | MAN | KAR | KAR | GÖT | GÖT | KNU | KNU | FAL | FAL | KAR | KAR | VÅL | VÅL | KNU | KNU | MAN | MAN | Pontok |
| -------- | -------------------- | --- | --- | --- | --- | --- | --- | --- | --- | --- | --- | --- | --- | --- | --- | --- | --- | --- | --- | ------ |
| 1        | Viktor Hallrup       | 2   | 2   | 3   | 1   | 2   | 1   | 2   | 2   | 3   | 3   | 4   | 2   | 1   | 3   | 1   | Ki  | 2   | 2   | 133    |
| 2        | Johan Kristoffersson | 1   | 1   | 1   | 2   | Ki  | Ni  | 4   | 4   | 1   | 2   | 2   | 3   | Ki  | 6   | Ki  | 2   | 1   | 1   | 111    |
| 3        | Dick Sahlén          | 5   | 5   | 2   | 5   | 3   | 2   | 1   | 1   | 6   | 5   | Ki  | 1   | 2   | 1   | Ki  | 3   | 3   | 4   | 106    |
| 4        | Viktor Huggare       | 3   | 3   | 4   | 4   | 4   | 4   | 3   | Ki  | 5   | 6   | 6   | 4   | 3   | 2   | 3   | 4   | Ki  | 5   | 82     |
| 5        | Mikael Ohlsson       | 4   | 4   | 6   | Ni  | Ki  | Ki  | 6   | 3   | 4   | 4   |     |     |     |     | 2   | 1   |     |     | 50     |
| 6        | Claes Hoffsten       | Ki  | Ni  | 5   | 3   | Ki  | Ni  | 5   | 5   | 7   | 7   | 3   | 5   | 4   | 4   | Ki  | Ni  | Ni  | Ni  | 42     |
| 7        | Andreas Simonsen     |     |     |     |     | 1   | 3   |     |     | 2   | 1   |     |     |     |     |     |     |     |     | 34     |
| 8        | Ronnie Brandt        |     |     |     |     | Ni  | Ni  | Ni  | Ni  |     |     | 5   | Ki  | 5   | 5   |     |     | Ni  | Ni  | 12     |
| 9        | Tobias Tegelby       |     |     |     |     |     |     |     |     |     |     |     |     |     |     |     |     | 4   | 3   | 11     |
| 10       | Tony Johansson       | Ni  | Ni  | Ni  | Ni  | Ki  | Ki  |     |     | 8   | Ki  | 1   | Ki  |     |     |     |     |     |     | 11     |